# Macrocoma brasiliensis
Macrocoma brasiliensis är en bladmossart som beskrevs av Dale Hadley Vitt 1980 [1981. Macrocoma brasiliensis ingår i släktet Macrocoma och familjen Orthotrichaceae. Inga underarter finns listade i Catalogue of Life.